# Extreme Dinosaurs
Dinossauros Radicais (português brasileiro) ou Extreme Dinosaurs: O Universo dos Dinossauros (português europeu) (em inglês:  Extreme Dinosaurs) é uma série de desenho animado  norte-americana, produzida pela DIC Entertainment. É baseado em uma linha de brinquedos de 1996 da Mattel, e este show é um spin-off de Street Sharks (onde eles apareceram pela primeira vez como Dino Vengers).
O show segue a mesma linha de As Tartarugas Ninja e Jurassic Park.  Originalmente, quando foi ao ar nos Estados Unidos, a Bohbot Entertainment executou Extreme Dinosaurs em distribuição como parte de seu bloco BKN Kids Network, onde foi ao ar por uma temporada em 1997. 
Foi ao ar no Brasil no Cartoon Network no 1998 e na Rede Record no início dos anos 2000, dublado em português brasileiro. A série não foi veiculada na televisão em Portugal, tendo sido lançada directamente para vídeo em 1999 com três episódios em fitas VHS (mais tarde foram lançados em DVD em 2004), da Prisvideo e dublado pela Somnorte.

## Voz dos personagens
| Personagem     | Original            | Dublador Brasileiro | Dobrador Português     |
| -------------- | ------------------- | ------------------- | ---------------------- |
| T-Bone         | Scott McNeil        | Marcelo Pissardini  | Jorge Paupério         |
| Bullzeye       | Jason Gray-Stanford | Alexandre Marconato | João Cardoso           |
| Spike          | Cusse Mankuma       | Ivo Roberto         | Raul Constante Pereira |
| Stegz          | Sam Khouth          | Celso Alves         | António Vaz Mendes     |
| Hardrock       | Blu Mankuma         | Marcos Hailer       | Desconhecido           |
| Bad Rap        | Gary Chalk          | Wellington Lima     | Raul Constante Pereira |
| Spittor        | Terry Klassen       | Paulo Wolf          | João Cardoso           |
| Haxx           | Lee Tockar          | César Leitão        | António Vaz Mendes     |
| Argor Zardok   | Terry Klassen       | Desconhecido        | Jorge Paupério         |
| Cedra          | Louise Vallance     | Gilmara Sanchez     | Sissa Afonso           |
| Becky Scarwell | Marcy Goldberg      | Desconhecido        | Sissa Afonso           |